# Комсомольская путёвка
Комсомо́льская путёвка — документ, по которому в СССР районный или городской комитет ВЛКСМ направлял комсомольца на учёбу в учебные заведения, а также на временную или постоянную работу, в частности, на ударные стройки, на военную службу, службу в советской милиции и органах государственной безопасности. Процесс распределения путёвок отличался обязательностью их выполнения, не оспаривался и обжалованию не подлежал. Престижными по советским меркам считались путёвки на учёбу, особенно в московские и ленинградские вузы, службу в московском и некоторых других гарнизонах, работу за рубежом, разновидностью же наказания или социального остракизма, и практически формой ссылки считалась отправка из города в провинцию, отдалённые районы страны, крайнего Севера, Сибири и Дальнего Востока, «на целину», «великие стройки коммунизма» и т. п. Приближенных к номенклатуре комсомольцев отправляли на руководящую работу, рядовых комсомольцев — на должности разнорабочих, сельскохозяйственную работу и т. д. Для одних комсомольцев путёвка была «карьерным трамплином», для других — «билетом в один конец».
Комсомольская путёвка была закреплена трудовым законодательством СССР как разновидность организационного набора. Раздача комсомольских путёвок была частью кампании так называемого «комсомольского призыва», как один из вариантов организационного набора — перераспределения человеческих трудовых (и мобилизационных) ресурсов внутри государства.

## Оформление
Как правило, комсомольская путёвка представляла собой сложенную вдвое картонку, похожую на открытку.
Типичный текст комсомольской путёвки
Комсомольский комитет (название организации) направляет товарища… на стройку (уборку урожая, в студенческий строительный отряд и так далее). Секретарь комитета комсомола…

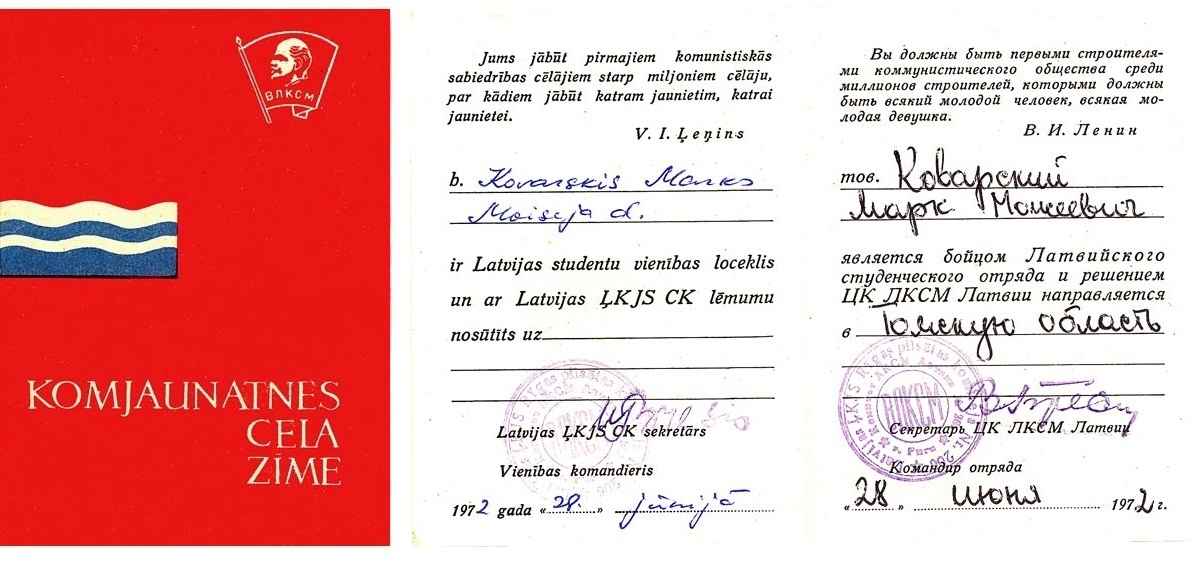
Комсомольская путёвка в строительный отряд, работающий в Томской области. Выдана ЦК ЛКСМ Латвийской ССР (1972).
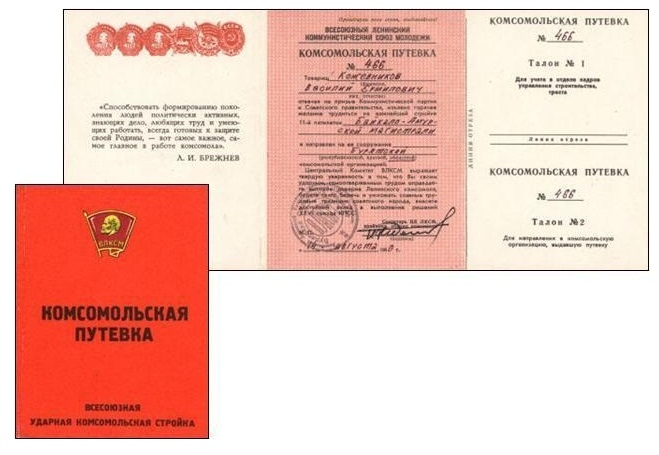
Комсомольская путёвка на строительство БАМа.